# Azoyú
Azoyú är en ort i Mexiko.   Den ligger i kommunen Azoyú och delstaten Guerrero, i den sydöstra delen av landet, 300 km söder om huvudstaden Mexico City. Azoyú ligger 369 meter över havet och antalet invånare är 4 462.
Terrängen runt Azoyú är kuperad. Runt Azoyú är det ganska glesbefolkat, med 34 invånare per kvadratkilometer. Närmaste större samhälle är San Luis Acatlán, 16,3 km nordväst om Azoyú. Omgivningarna runt Azoyú är en mosaik av jordbruksmark och naturlig växtlighet.